# Leisure Suit Larry Goes Looking for Love (in Several Wrong Places)
Leisure Suit Larry Goes Looking for Love (in Several Wrong Places) es el segundo videojuego de aventura gráfica de la saga Leisure Suit Larry. Fue editado en 1988 por Sierra Entertainment. La historia no se centra tanto en las temáticas sexuales como en el primer juego, y utiliza en cambio enfoques humorísticos sobre la Guerra fría.

## Argumento
La historia comienza al final de Leisure Suit Larry in the Land of the Lounge Lizards. Larry Laffer creía haber encontrado la felicidad con Eve, pero ésta lo dejó. Con apenas dos dólares compró un ticket de lotería, y gracias a un par de circunstancias ridículamente afortunadas ganó el premio mayor y un crucero de placer con Bárbara, una animadora televisiva. Pero, por otra parte, entra a un negocio con su dinero para comprar un instrumento musical, y sin saberlo se le entrega un "onklunk" que posee dentro un microfilm que se debe entregar al malvado Dr. Nonooke. Este instrumento se debía entregar a un agente idéntico a Larry, quien ignorando lo que posee es perseguido en secreto por agentes de la KGB. 
El viaje no resulta como Larry esperaba: Barbara abandona el crucero, y en su lugar viaja su madre, una anciana que intenta violar a Larry, el cual se ve obligado a escapar del barco en uno de los botes salvavidas.
Larry naufraga en una isla tropical, en donde debe disfrazarse de mujer para eludir a agentes de la KGB y llegar hasta el aeropuerto, en donde evita un atentado terrorista y consigue un pasaje para abandonar la isla. Aun así, ya que podría ser capturado por la KGB en su destino, Larry salta del avión en paracaídas, y cae en la isla Nontoonyt, poblada solo por una aldea indígena. Su onklunk se rompe en la caída y su contenido se pierde en la selva, y tiene amor a primera vista con Kalalu, una indígena del lugar. Para conseguir su mano el padre le pide que libre a la isla del malvado Dr. Nonooke que posee una fortaleza oculta en el volcán de la isla. Larry crea una Bomba Molotov que obliga al villano a huir, y se casa con su amor.

## Desarrollo
La primera secuela de la serie en utilizar el nuevo sistema de Sierra llamado Sierra's Creative Interpreter (SCI), con 16 colores y sonidos MIDI. Además de utilizar el sistema SCI0, el juego comparte con la serie de King's Quest en su estilo de arte realista; particularmente en el portarretrato de Larry; y sus elementos de aventura, incluyendo diversos escenarios (un crucero, islas trópicales, entre otros). Es notable que durante el juego a Larry le es prohibido interactuar con las mujeres del juego (excluyendo el final). Por esta razón, el juego no incluyó un test de verificación de edad, aunque breves instantes de desnudez píxelada ocurre en ciertos puntos. También es incluida una opción de "frases trilladas", en donde el jugador teclea cierta frase la cual es repetida durante todo el juego.
Debido a un error de software, al final del juego, el intérprete requería que se le introdujera la palabra THE ("el" en inglés) antes del sustantitvo o sería interpretada como verbo y regresaría un error. La única sintaxis aceptable era PUT THE XXXX IN THE XXXX, lo cual incomodaba a muchos jugadores.
Entre las muchas mujeres que Larry conoce a lo largo del juego se encuentra Rosella of Daventry — la protagonista de  King's Quest IV: The Perils of Rosella — un ejemplo de las muchas promociones entre juegos de Sierra Una de las escenas finales incluyen a la pianista "Polyester Patty", quien actúa prominentemente en Leisure Suit Larry III: Passionate Patti in Pursuit of the Pulsating Pectorals y  Leisure Suit Larry 5: Passionate Patti Does a Little Undercover Work bajo el nombre de "Passionate Patti". Patti es rubia en este juego, mientras que en los juegos posteriores tiene el pelo negro.